# Pantar, Lanao del Norte

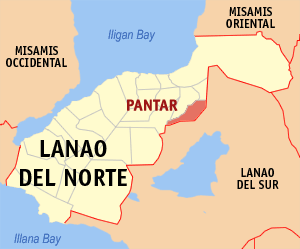
Bản đồ Lanao del Norte với vị trí của Pantar

Pantar là một đô thị hạng 5 ở tỉnh Lanao del Norte, Philippines. Theo điều tra dân số năm 2007, đô thị này có dân số 15.720 người.

## Các đơn vị hành chính
Pantar được chia ra 23 barangay.
| - Bangcal - Bubong Madaya - Bowi - Cabasaran - Cadayonan - Campong - Daluma - Nassif - Dibarosan - Kalanganan East - Kalanganan Lower - Kalilangan - Pantao-Marug | - Pantao-Ranao - Pantar East - Poblacion - Pitubo - Poona-Punod - Punod - Sundiga-Punod - Tawanan - West Pantar - Lumba-Punod |